# Camponotus leae
Camponotus leae é uma espécie de inseto do gênero Camponotus, pertencente à família Formicidae.